# Węsierski VII
Węsierski VII (Kostka-Węsierski, Dąbrowa odmienny) – kaszubski herb szlachecki, według Przemysława Pragerta odmiana herbu Dąbrowa.

## Opis herbu
Opis z wykorzystaniem zasad blazonowania, zaproponowanych przez Alfreda Znamierowskiego:
W polu czerwonym podkowa srebrna, na której barku zaćwieczony krzyż kawalerski złoty i po takimż krzyżu ćwiekowym w skos i skos lewy na ocelach.
Klejnot: nad hełmem w koronie skrzydło orle czarne, w lewo, przeszyte strzałą srebrną w lewo.
Labry: czerwone, podbite srebrem.

## Najwcześniejsze wzmianki
Herb opisany słownie w 1718, należał do Katarzyny z Kostków-Węsierskich Gostomskiej, żyjącej na przełomie XVII i XVIII wieku.

## Rodzina Kostków-Węsierskich
Kostkowie byli jednym z wielu rodów osiadłych w Węsiorach, które przyjmowały nazwisko odmiejscowe Węsierski. Wzmiankowani byli już w XVI wieku, w latach: 1584 (Marcin Stanisław Kostka Węsierski), 1586 (Jan Węsierski Kostka). Następne wzmianki pochodzą z lat 1601, 1611, 1617 (Andreas Węsierski alias Kostka) oraz z początku XVIII wieku (Stanisław v. Kostka-Węsierski w Lubaniu). Dla odróżnienia między wieloma liniami Kostków-Węsierskich, rodzina przyjmowała dodatkowe przydomki: Górny, Nagórny, Dreusz, tworząc nazwiska trójczłonowe. Używali także nazwiska Węsierski samodzielnie (XVIII wiek). Tylko Węsierski nazywali się np. potomkowie wspomnianego Stanisława von Kostki-Węsierskiego. Rodzinę kaszubskich Kostków utożsamiano z Kostkami z Mazowsza herbu Dąbrowa.

## Herbowni
Węsierski z przydomkiem Kostka.
Kostkowie-Węsierscy notowani byli przede wszystkim z herbem Dąbrowa, jako rzekomi potomkowie mazowieckich Kostków. Węsierscy z innymi przydomkami posługiwali się szeregiem innych herbów, między innymi: Bronk, Cieszyca, Dułak, Dułak II, Dułak III, Dułak IV, Węsierski, Węsierski IV, Węsierski V, Węsierski VI, Nieczuła, Tessen.